# تنام أصحر الصدر
تنام أصحر الصدر (الاسم العلمي: Nothocercus julius) هو نوع من الطيور يتبع جنس التنام مزيف الذيل من فصيلة التنامية.